# أوتيربين (إنديانا)
أوتيربين (بالإنجليزية: Otterbein, Indiana)‏ هي بلدة أمريكية تقع في الولايات المتحدة في إنديانا. يقدر عدد سكانها بـ 1,262 نسمة ومساحتها 1.58 كم2 وترتفع عن سطح البحر 215 متر.

## التركيبة السكانية
قام مكتب تعداد الولايات المتحدة بتحديد بيانات التركيبة السكانية لأوتيربين في تعداد الولايات المتحدة. في ما يلي، التركيبة السكانية حسب تعدادي 2000 و2010.

### تعداد عام 2000
بلغ عدد سكان أوتيربين 1,312 نسمة بحسب تعداد عام 2000، وبلغ عدد الأسر 498 أسرة وعدد العائلات 359 عائلة مقيمة في البلدة. في حين سجلت الكثافة السكانية 2,291.9 نسمة لكل ميل مربع (884.9/كم2). وبلغ عدد الوحدات السكنية 518 وحدة بمتوسط كثافة قدره 904.9 نسمة لكل ميل مربع (349.4/كم2).
وتوزع التركيب العرقي للبلدة بنسبة 98.02% من البيض و 0.23% من الأمريكيين الأصليين و 0.23% من الأمريكيين الأفارقة و 0.91% من عرقين مختلطين أو أكثر.
بلغ عدد الأسر 498 أسرة كانت نسبة 42.4% منها لديها أطفال تحت سن الثامنة عشر تعيش معهم، وبلغت نسبة الأزواج القاطنين مع بعضهم البعض 54.2% من أصل المجموع الكلي للأسر، ونسبة 12.2% من الأسر كان لديها معيلات من الإناث دون وجود شريك، وكانت نسبة 27.9% من غير العائلات. تألفت نسبة 24.5% من أصل جميع الأسر من أفراد ونسبة 11.8% كانوا يعيش معهم شخص وحيد يبلغ من العمر 65 عاماً فما فوق. وبلغ متوسط حجم الأسرة المعيشية 3.11، أما متوسط حجم العائلات فبلغ 2.63.
بلغ العمر الوسطي للسكان 32 عاماً. وكانت نسبة 30.8% من القاطنين تحت سن الثامنة عشر، وكانت نسبة 8.8% بين الثامنة عشر والأربعة وعشرون عاماً، ونسبة 31.6% كانت واقعةً في الفئة العمرية ما بين الخامسة والعشرون حتى والأربعة وأربعون عاماً، ونسبة 17.1% كانت ما بين الخامسة والأربعون حتى الرابعة والستون، ونسبة 11.6% كانت ضمن فئة الخامسة والستون عاماً فما فوق. يوجد لكل 100 أنثى 96.1 ذكر، ويوجد لكل 100 أنثى في الثامنة عشر من عمرها فما فوق 86.8 ذكر.
بلغ متوسط دخل الأسرة في البلدة 40,524 دولار، أما متوسط دخل العائلة فبلغ 45,341 دولار. وكان متوسط دخل الذكور 31,000 دولار مقابل 20,944 دولار للإناث. وسجل دخل الفرد الخاص بالبلدة 17,128 دولار. وكانت نسبة 4.8% من العائلات ونسبة 6.9% من السكان تحت خط الفقر، وكان من هؤلاء نسبة 6.8% تحت سن الثامنة عشر ونسبة 9.9% في الخامسة والستين من العمر وما فوق.

### تعداد عام 2010
بلغ عدد سكان أوتيربين 1,262 نسمة بحسب تعداد عام 2010، وبلغ عدد الأسر 502 أسرة وعدد العائلات 335 عائلة مقيمة في البلدة. في حين سجلت الكثافة السكانية 2,068.9 نسمة لكل ميل مربع (798.8/كم2). وبلغ عدد الوحدات السكنية 550 وحدة بمتوسط كثافة قدره 901.6 لكل ميل مربع (348.1/كم2).
وتوزع التركيب العرقي للبلدة بنسبة 96.8% من البيض و 0.3% من الأمريكيين الأصليين و 0.1% من الأمريكيين ذوي الأصول الآسيوية و 0.1% من سكان جزر المحيط الهادئ و 0.7% من الأمريكيين الأفارقة و 1.2% من عرقين مختلطين أو أكثر.
بلغ عدد الأسر 502 أسرة كانت نسبة 38.4% منها لديها أطفال تحت سن الثامنة عشر تعيش معهم، وبلغت نسبة الأزواج القاطنين مع بعضهم البعض 46.4% من أصل المجموع الكلي للأسر، ونسبة 12.5% من الأسر كان لديها معيلات من الإناث دون وجود شريك، بينما كانت نسبة 7.8% من الأسر لديها معيلون من الذكور دون وجود شريكة وكانت نسبة 33.3% من غير العائلات. تألفت نسبة 27.1% من أصل جميع الأسر من أفراد ونسبة 11.8% كانوا يعيش معهم شخص وحيد يبلغ من العمر 65 عاماً فما فوق. وبلغ متوسط حجم الأسرة المعيشية 3.04، أما متوسط حجم العائلات فبلغ 2.51.
بلغ العمر الوسطي للسكان 32.4 عاماً. وكانت نسبة 28% من القاطنين تحت سن الثامنة عشر، وكانت نسبة 9.1% بين الثامنة عشر والأربعة وعشرون عاماً، ونسبة 28.8% كانت واقعةً في الفئة العمرية ما بين الخامسة والعشرون حتى والأربعة وأربعون عاماً، ونسبة 23.1% كانت ما بين الخامسة والأربعون حتى الرابعة والستون، ونسبة 11.1% كانت ضمن فئة الخامسة والستون عاماً فما فوق. وتوزع التركيب الجنسي للسكان بنسبة 49.2% ذكور و50.8% إناث.